# Satellite Beach
Satellite Beach város az USA Florida államában, Brevard megyében. Lakosainak száma 11 226 fő (2020. április 1.).

## Népesség
A település népességének változása:

| 2010 | 10 109 |
| 2020 | 11 226 |